# غاري هيل (كرة سلة)
غاري هيل (بالإنجليزية: Gary Hill)‏ مواليد 07 أكتوبر 1941 - الوفاة 17 يناير 2009، كان لاعب كرة سلة أمريكي. بدأ مسيرته الاحترافية في سنة 1963. تم اختياره من قبل فريق غولدن ستايت ووريورز خلال الدرافت. بلغ طوله 6 قدم 4 بوصة (1.9 م). اعتزل اللعب في 1964. لعب مع غولدن ستايت ووريورز وواشنطن ويزاردز.

## روابط خارجية
- غاري هيل على موقع إن بي أي (الإنجليزية)
- غاري هيل على موقع سبورتس رفرنس (الإنجليزية)
- غاري هيل على موقع كلية كرة السلة في سبورتس رفرنس.كوم (الإنجليزية)
- غاري هيل على موقع ريلجم (الإنجليزية)
- غاري هيل على موقع بروبوليرز (الإنجليزية)